# M247 Sergeant York
M247 «Сержант Йорк» (англ. M247 Sergeant York) — зенітна самохідна установка виробництва американської компанії Ford Aerospace кінця 1970-х років. База ЗСУ розроблялась на основі середнього танка M48 Patton з встановленням новітньої двогарматної башти, оснащеної 40-мм зенітними гарматами Bofors L70. Свою назву установка отримала на честь відомого військовика, героя Першої світової війни сержанта Альвіна Йорка, кавалера медалі Пошани.
За задумом розробників ЗСУ M247 «Сержант Йорк» мала діяти в бойових порядках регулярних підрозділів армії США поруч з танками M1 «Абрамс» та БМП M2 «Бредлі», як засіб протиповітряної оборони дивізійної ланки, так само, як радянська ЗСУ-23-4 «Шилка» або німецька «Гепард». Установка планувалась на заміну самохідним військовим засобам ППО MIM-72 «Чапарел» та M163 VADS, які по суті не були повноцінними та ефективними вогневими засобами прикриття сухопутних військ з повітря, а також скасованого проєкту ЗСУ MIM-46 «Молер».
У 1981 році перші 12 зразків M247 «Сержант Йорк» надійшли на військові випробування до армії США. Загалом планувалося придбати на потреби військової ППО 618 одиниць техніки, однак тільки 50 було побудовано. Вже в 1985 році замовлення було скасоване через незадовільні тактико-технічні характеристики ЗСУ, її невідповідність заявленим показникам, багатьом проблемах, серед яких — низька швидкість руху машини, незадовільна дальність вогню зенітних гармат. M247 «Сержант Йорк» була знята з озброєння, практично не встигнувши зайняти своє місце в системі озброєнь поля бою.

## Історія
Першою вдалою спробою американців створити автономну самохідну зенітну установку, що супроводжуватиме бойові порядки під час наступу та в обороні стала М19, озброєна двома 40-мм зенітними гарматами Bofors на базі легкого танку M24 «Чафі». Пізніше башту із зенітними гарматами переставили на шасі M41 «Волкер Бульдог», створивши M42 «Дастер». Для свого часу це були досить ефективні засоби протиповітряної оборони, однак стрімкий розвиток реактивної авіації довів, що ці самохідні установки не в змозі впоратися з прудкими літаками, котрі з'явились на озброєнні армій багатьох країн.
По суті, із середини 1960-х американська армія залишилась без засобів ППО ближнього радіуса дії. За час боїв у В'єтнамі зрідка застосовувалися застарілі «Дастери». Однак на початку 1970-х років, під впливом арабо-ізраїльської війни 1973 року, американці постали перед проблемою забезпечення ефективних засобів боротьби з авіацією противника в тактичній смузі ведення бойових дій. Військові експерти виявили, що в ході військових дій на Близькому Сході ефективно застосовувалися сучасні бойові вертольоти, озброєні ПТКР, а також радянські ЗСУ «Шилка», здатні діяти у складних метеоумовах. Американських військових серйозно стурбувало, що штатна ЗСУ M163 мала дальність ефективного вогню помітно меншу, ніж ПТКР «Штурм», якими озброювалися радянські бойові вертольоти Мі-24.
Першою стала пропозиція автоматичної гармати на шасі T249 Vigilante, що озброювалась 37-мм шестиствольними гарматами Гатлінга. Однак, через низку недоліків та складностей у застосуванні, система на озброєння прийнята не була.
У середині 1970-х років були проведені попередні розробки зенітних установок, оснащених 25-мм автоматичними гарматами. Результати експериментів довели до висновку, що для ефективної системи ППО потрібні гармати більшого калібру. 18 травня 1977 року американська армія пред'явила свої вимоги до перспективної зенітної системі DIVAD (англ. Divisional Air Defensive — протиповітряна оборона дивізії). Головними вимогами до новітньої ЗСУ було — самохідна, броньована, всепогодна установка. Для прискорення розробки компаніям-конкурсантам було запропоновано розробити нову систему на добре відпрацьованому шасі танка М48.

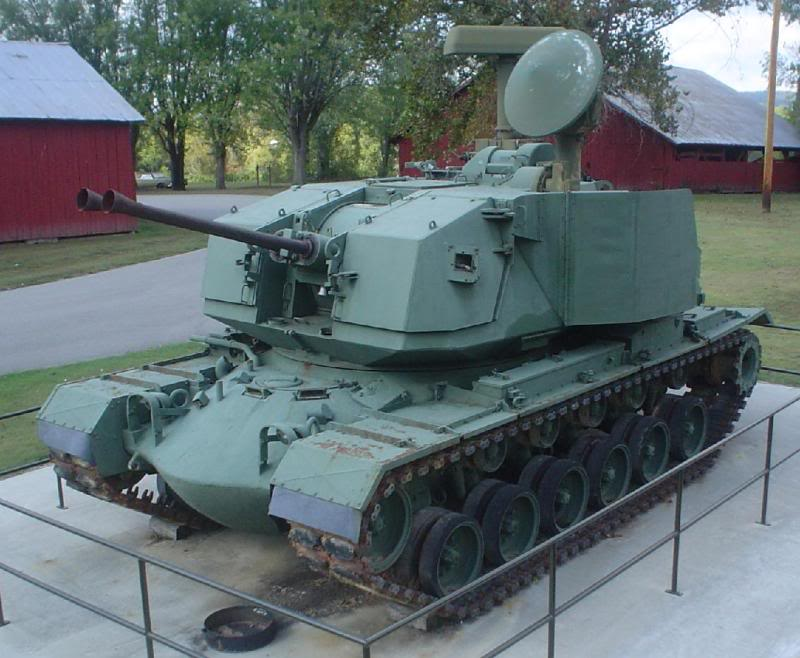
Зенітна установка M247 Sergeant York

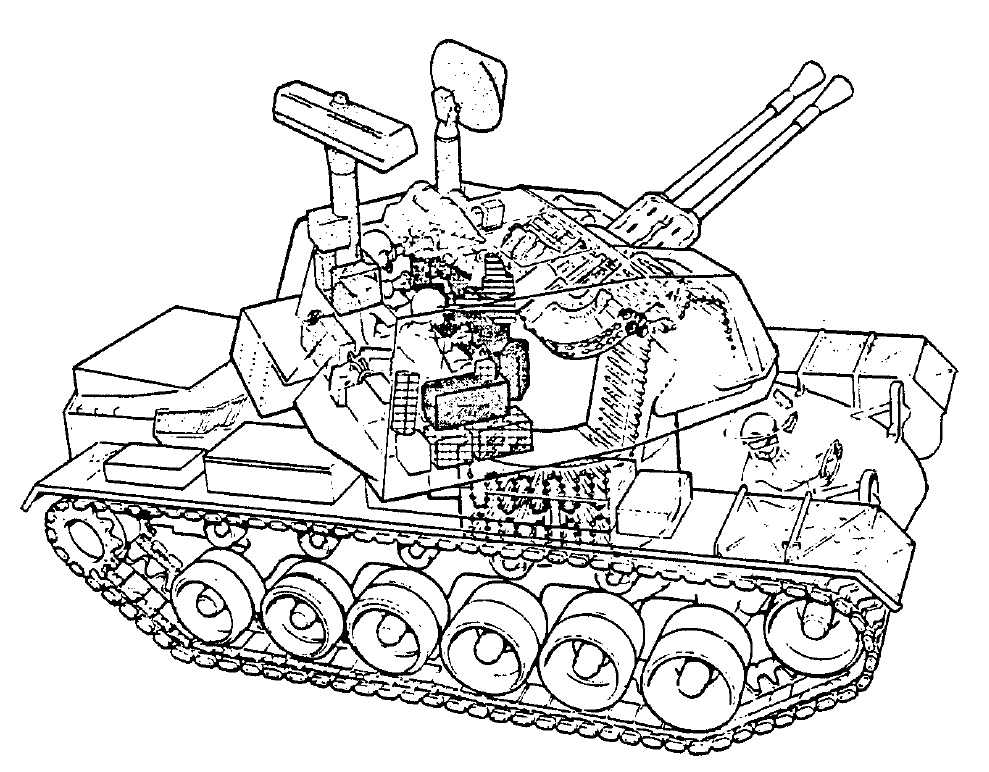
Схематичне зображення самохідної установки M247

На конкурс були представлені проєкти від 5 фірм — «Сперрі Ренд» (Sperry Rand), «Дженерал Електрик» (General Electric), «Рейтіон» (Raytheon), «Дженерал Дайнемікс» (General Dynamics), «Форд Аероспейс» (Ford Aerospace).
«Сперрі Ренд» запропонувала на конкурс бойову машину, створену на основі попередньої T249 Vigilante, оснащену двома швейцарськими автоматичними гарматами «Ерлікон КДА» (англ. Oerlikon KDA) калібру 35 мм, що перебували на озброєнні багатьох країн НАТО. ЗСУ повинна була оснащуватися алюмінієвою баштою і двома радіолокаторами, розробленими фірмою «Сперрі Ренд». Спарена установка могла вести вогонь по повітряних цілях зі швидкістю 3 000 пострілів на хвилину, а по наземних цілях — до 180 постр/хв., з магазина на 1 464 снаряди.
«Дженерал Електрик» підготувала проєкт ЗСУ, ключовою особливістю якої стала адаптація до наземного застосування семиствольної 30-мм гармати GAU-8 «Авенджер» — основна зброя штурмовика A-10 «Тандерболт II». Система мала радар раннього виявлення цілей, створений на основі версії AN/MPQ-49.
«Рейтіон» запропонувала встановити на шасі М48 башту від голландської версії німецької ЗСУ «Гепард», оснащеної 35-мм гарматами «Ерлікон КДА» з трохи іншими, але європейськими ж радарами і системами управління вогнем. Споконвічно ця система планувалась для встановлення на німецьке шасі танку Leopard 1, однак з урахуванням незначних змін також могла встановлюватися на стару базу M48.
Компанія «Дженерал Дайнемікс» також використовувала у своєму проєкті знамениті гармати «Ерлікон КДА», але розмістила їх не з боків башти, як в німецькій установці, а пакетом, в центрі башти. Артилерійські системи могли стріляти як поодинці, так і одночасно, в автоматичному та напівавтоматичному режимах зі швидкістю 1 100 пострілів на хвилину із загального магазина на 600 снарядів. Радіолокатори розробники запозичили з морського зенітно-артилерійського комплексу «Вулкан-Фаланкс», виробництва «Дженерал Дайнемікс». При цьому пошуковий радар розміщувався на даху башти, а радар управління вогнем поруч з гарматами.
Версія «Форд Аероспейс» нагадувала прототип «Дженерал Дайнемікс» з встановленням у центрі спеціальної башти двох шведських 40-мм гармат Bofors L70. У відносно великій башті розташовувався радар виявлення цілей та радар керування зенітним вогнем установки. Радари монтувалися на виносних стрілах, для надання максимального уявлення про повітряний простір, і обидва мали можливість бути згорнуті вниз, щоб зменшити висоту транспортного засобу під час руху. Радар виявлення цілей становив удосконалену версію AN/APG-66 з винищувача F-16 «Файтінг Фалкон».
13 січня 1978 року, після розгляду конкурсних проєктів, комісія віддала перевагу пропозицій «Дженерал Дайнемікс» і «Форд Аероспейс». Їх конкурсні машини отримали найменування XM246 і XM247 відповідно. Влітку 1980 року на військовій базі Форт Блісс розпочалися конкурсні випробування, під час яких обидві зенітні установки провели близько 200 стрільб і збили 2 радіокерованих літака F-86 «Сейбр», 5 вертольотів UH-1 «Ірокез» і 23 малих повітряних мішені. Результати випробувань не давали підстав для однозначних висновків про перевагу однієї з представлених систем, по суті обидві версії вважалися недосконалими та такими, що потребують доопрацювання.
7 травня 1981 року, після 29-місячного періоду випробувань, тестів та порівнянь за програмою DIVAD, перемога була віддана компанії «Форд Аероспейс» з підписанням контракту на 6,97 млрд.доларів на постачання для армії зенітних самохідних установок XM247 під усталеною назвою M247 Sergeant York.
Незабаром у війська надійшли перші 12 зразків техніки, які майже негайно почали демонструвати свої недоліки. Головні претензії у зенітників виникали до радара виявлення цілей. На навчаннях він не міг відрізнити завислій вертоліт від дерев; під час прицілювання на цілі, що високо летять під крутим кутом, наведення стволів гармат збивалось з даними, що надходили від радарів, та вносило корективи, що блокували артилерійські системи. Час реагування на цілі був надзвичайно низьким: якщо затримка реакції на цілі типу «вертоліт» становила від 10 до 11 секунд, то на цілі типу «реактивний літак», що летіли з високою швидкістю, час сягав вже 11-19 секунд затримки.
З листопада 1981 до лютого 1982 року машини інтенсивно перевіряли з метою виявлення проблем у системах. Врешті-решт експерти виявили безліч недоліків, що заважали якісній роботі систем ЗСУ. Суворої ревізії зазнали усі дані: від технічних параметрів до спроможностей роботи поодиноких систем та агрегатів і виявилось, що попри заявленим характеристикам ЗСУ M247 «Сержант Йорк» практично неспроможний виконувати визначені завдання.
Офіційною причиною відставки проєкту називалася мала дальність стрільби 40-мм гармати, що вважалося недостатнім для боротьби з протитанковими вертольотами, оснащеними ПТКР з дальністю стрільби 6 км. Крім того, слабким місцем ЗСУ було шасі, створене на базі застарілого танка М48А5, швидкість якого не перевищувала 48 км/год, тобто була в 1,5 рази менше швидкості основного бойового танка М1 «Абрамс» і бойової машини піхоти М2 «Бредлі».

## Будова
Зенітна самохідна установка, що одержала назву «Сержант Йорк», розроблялась на базі танка М48А5, озброєна двома 40-мм гарматами L70 «Бофорс» і була всепогодною. Боєпостачання гармат здійснювалося незалежно один від одного за допомогою системи безланкової подачі боєприпасів, що забезпечувало можливість ведення вогню при виході з ладу однієї з гармат. При цьому передбачалося збереження черги такої ж довжини, як і при стрільбі двох гармат, що досягалося застосуванням спеціальної автоматики. Обидві системи подачі забезпечувалися механізмом селекції боєприпасів, що дозволяло вести стрільбу снарядами двох типів. Перевагою безланкової системи подачі боєприпасів був малий час перезарядження боєкомплекту, що не перевищував 13 хвилин. Сумарна швидкострільність ЗСУ становила 600 пострілів на хвилину; до складу боєкомплекту входило 580 снарядів.
Для стрільби ЗСУ М247 «Сержант Йорк» використовував постріли зі снарядами двох типів: осколковим і бронебійно-осколковим. Уражаючими елементами першого снаряда (з радіовисадника) поряд з осколками, що утворювалися при дробленні його корпусу, 640 вольфрамових кульок, що мали досить високу пробивну здатність. Дальність дії радіовисадника регулювалась. При стрільбі по повітряній цілі його спрацьовування відбувалося на відстані близько 6 м від цілі, а по малорозмірних об'єктах — на відстані 2 м.
Бронебійно-осколковий снаряд призначався для ураження вертольотів і легкоброньованих наземних цілей, був здатний пробивати броньовий лист товщиною до 25 мм. Підривник ударного типу спрацьовував з уповільненням, що забезпечувало підрив снаряда після його проходу через броньовану перешкоду. Час польоту на дальностях 1000, 2000, 3000 і 4000 м становив відповідно 1,1; 2,8; 4,4 і 6,6 с.
Система керування вогнем ЗСУ М247 «Сержант Йорк» включала комбіновану РЛС виявлення і супроводу цілі, оптичний приціл з лазерним далекоміром, оптичний візир, цифрову обчислювальну машину і систему стабілізації. Все обладнання встановлювалось всередині броньованої башти, що обертається, де знаходилися робочі місця командира екіпажу і навідника.
Комбінована РЛС (діапазон частот 10-20 ГГц) був модифікацією бортової станції AN/APG-66 з винищувача F-16 «Файтінг Фалкон». Для виявлення і супроводу цілі в ній використовувалися дві роздільні антенні підсистеми, що працювали від загального передавача (з повітряним охолодженням). Антена для виявлення повітряних цілей оберталась по азимуту і здійснювала огляд простору двома діаграмами спрямованості, поверненими відносно один одного на 180°. Завдяки цифровому методу обробки радіолокаційних сигналів станція була здатна розпізнавати тип цілей (літак, вертоліт, ракета, наземна ціль).
Захищеність від засобів радіоелектронної боротьби забезпечувалася перебудовою частот РЛС і здатністю регулювання випромінюваної потужності для отримання високого рівня співвідношення «сигнал/шум». За сприятливих метеорологічних умов стрільба могла вестися з використанням оптичних та оптико-електронних засобів системи управління вогнем. У цьому випадку командир екіпажу вів пошук цілей за допомогою оптичного прицілу кругового обертання, що мав поле зору 20°. При захопленні цілі пов'язаний з прицілом лазерний далекомір дозволяв досить точно визначати дальність до неї (помилка вимірювання при дальності 8 км не перевищувала 5 м). Супровід цілі по кутових координатах виконувався навідником за допомогою оптичного візира. Виміряні таким чином координати надходили в цифрову обчислювальну машину, де вирішувалось завдання зустрічі снаряда з ціллю і визначались кути попередження.
Завдяки наявності системи стабілізації ЗСУ «Сержант Йорк» була здатна вести вогонь у русі, чим відрізнялася від усіх західних ЗСУ, розроблених наприкінці 70-х — початку 80-х років. На полігонних випробуваннях цілі уражались навіть при швидкості ходу установки понад 40 км/год.

## Відео
- The M247 Sergeant York Disaster (Part 1 of 2) [Архівовано 23 листопада 2018 у Wayback Machine.]
- The M247 Sergeant York Disaster (Part 2 of 2) [Архівовано 29 лютого 2020 у Wayback Machine.]